# 写真家

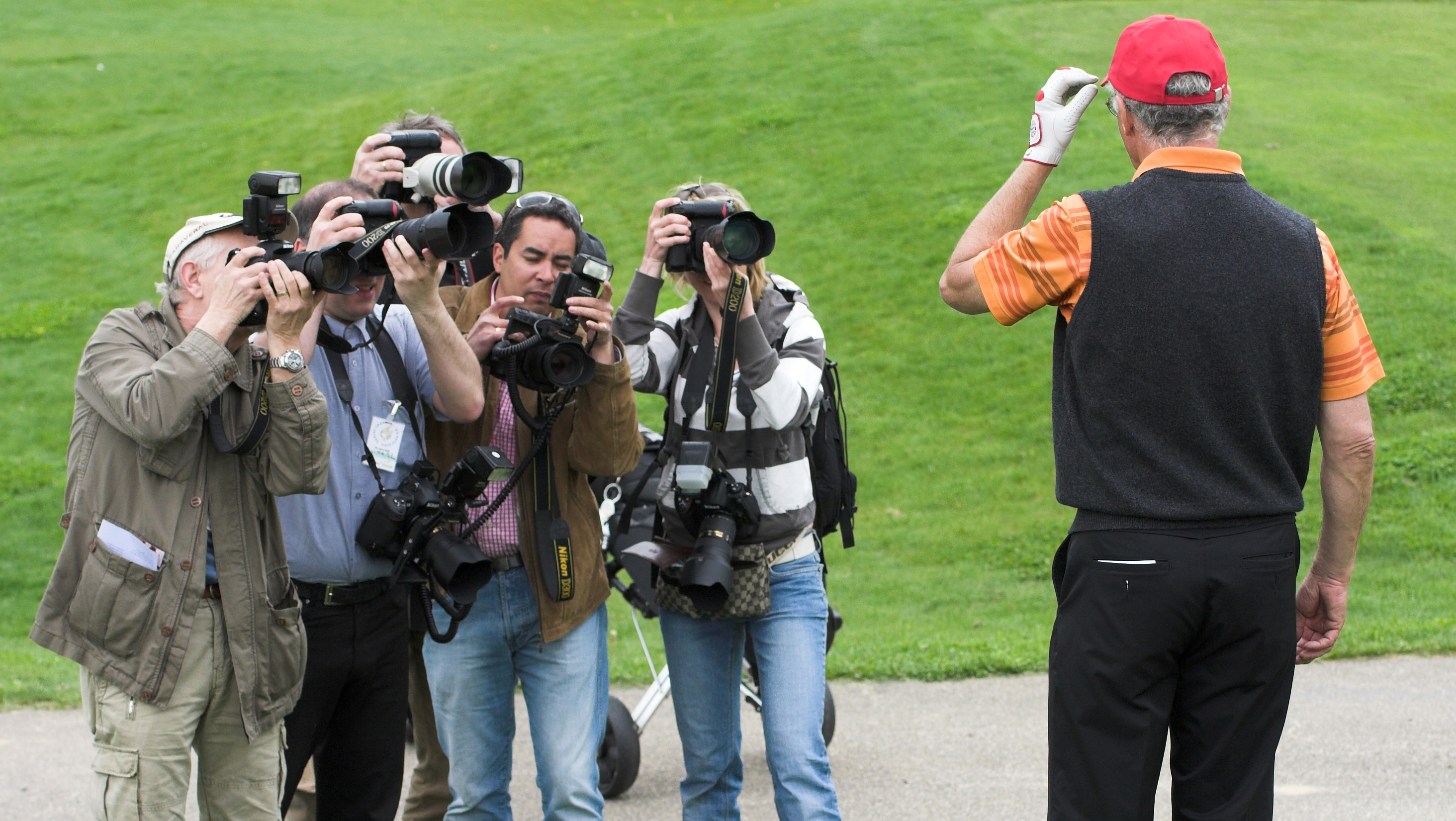
ドイツの元サッカー選手 フランツ・ベッケンバウアーを撮影するパパラッチ（有名人を撮影する人）たち

写真家（しゃしんか）またはフォトグラファー（英: photographer）とは、主に写真を撮影もしくは製作している人。カメラマンと区別して写真家と呼ぶ場合、動画ではない写真を撮影する人をさす場合や、特に芸術的な写真を撮影し発表する人（芸術写真家）を指す場合がある。

## 概説
新聞などの報道写真を撮影する人（フォトジャーナリスト）、風景を専門に撮っている人や人物を専門に撮っている人、商品撮影（ブツ撮り）専門の人などもいる。ジャンルにより、戦争写真家、動物写真家、建築写真家などとも呼ばれる。
ありとあらゆる分野の写真家がいる。
現代ではデジタルカメラで撮影する写真家が圧倒的に多いが、主に写真作家など芸術性の高い写真を撮影する人では、今でもフィルム(銀塩写真)で撮影をする人もいる。

## 関連語

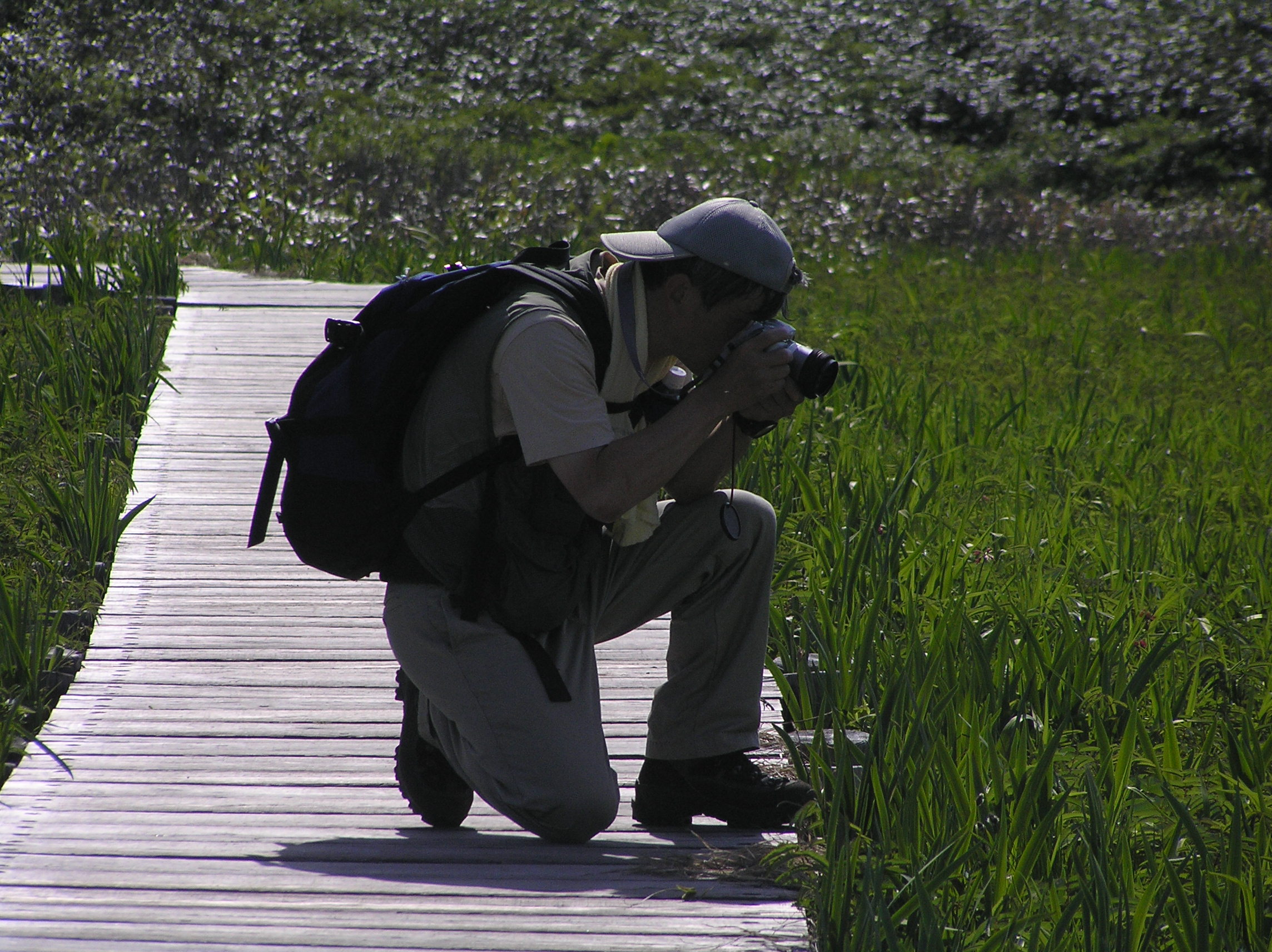
アマチュア写真家（北海道雨竜沼湿原）

### カメラマンと写真家の違い
報道写真家、広告写真家、ファッション写真家といった、クライアントである企業から仕事を受けて写真撮影をするタイプの職業写真家を特にカメラマンと呼ぶ場合がある。しかし、報道カメラマン、広告・ファッションカメラマン、アマチュアカメラマンなど、すべての写真家をカメラマンと呼ぶ場合もあり、特に両者の定義や違いなどは無い。
日本においては、作家性の強い写真を撮る人を「写真家」と表現し、そうではない人を(プロとアマチュアを含めて)「カメラマン」と呼ぶ事が多い。
「フォトグラファー」と呼ばれるのは、主にファッション撮影をするプロに多く、それは単に語呂的によいという理由から業界ではそう呼ぶ事が多い。
英語では、芸術性の如何やプロ･アマチュアを問わず、写真の撮影者をフォトグラファー（英: photographer）と呼び、ビデオカメラの撮影者をキャメラマン（英: cameraman）と呼んで差別化を図っている場合もあるが、一般的には写真撮影者も「カメラマン」と表現される事も多い。昨今ではフォトグラファーに対し動画撮影者のことをビデオグラファー（英: videographer）と呼ぶ場合がある。
日本でも男女雇用機会均等などで性差別ととらえられないよう、男性を示す「マン」(man)を使用せずフォトグラファーの表記を使う場合もあり、日本写真家協会では英訳を「Japan Professional Photographers Society」としている。

### 町の写真館
写真を撮ることで生計を立てていても、町の営業写真館（フォトスタジオ）を経営して写真撮影をしている場合は「写真家」と呼ぶことに違和感を覚え、フリーの写真家のみ、もしくは広告業界や出版・放送関連業界の企業に属している者を加えて写真家と呼ぶ傾向がある。
その理由については、
1. 「町の写真屋」に対する蔑視が原因という説（被写体から言われた通り記念写真やお見合い写真を撮っている人は、芸術家たる写真家の名に値しない、そのような作品には芸術性や報道性がなく撮影者の主体性がない、というような蔑視。映画の看板を描く「看板屋」はあくまでも看板屋であって画家ではない、というような蔑視と同じタイプのもの）
2. 逆に「町の写真屋」からアマチュアに対する蔑視が原因という説（もともと「町の写真屋」は、明治以降写真師と呼ばれて尊敬を受けており、「写真家」という呼び方は写真師がアマチュアを蔑視した言い方で、それゆえ写真師の方が蔑称である写真家と呼ばれることを拒否していた。ところが写真師という言葉がなくなり、「写真家」という呼び方がプロまで飲み込んでしまったという説）

### ビデオグラファー
インターネットの普及にともない、オンラインマガジンの発展とデジタル一眼レフカメラの動画撮影機能の発展が重なり、オンラインマガジンの動画の需要が増え、カメラスタビライザー（英: Steadicam、ステディカム）などカメラサポート機材やヘッドフォンやマイク／ICレコーダーなどのオーディオ機器や外部モニタ／液晶ファインダーなど動画撮影用の機材が必要になるが照明機材等は写真撮影を同じ物が使用できるため、フォトグラファーの分野とビデオグラファー（英: Videographer）の分野を複合して活動している者も多い。シネマトグラフィ（英: Cinematography）とフォトグラフィの技術が応用されビデオグラフィ（英: Videography）に使用される。